# Erster Staatsanwalt
Erster Staatsanwalt ist in den deutschen Ländern Baden-Württemberg und Niedersachsen das erste Beförderungsamt eines Staatsanwalts. In den übrigen deutschen Ländern ist dagegen der Staatsanwalt als Gruppenleiter das erste Beförderungsamt. Der Amtsinhaber ist häufig als ständiger Vertreter eines Oberstaatsanwalts (Abteilungsleiter bei einer Staatsanwaltschaft) tätig.

## Besoldung
Das Amt wird mit Besoldungsgruppe R 1 mit Amtszulage besoldet.

## Geschichte
Durch das Zweite Gesetz zur Vereinheitlichung und Neuregelung des Besoldungsrechts in Bund und Ländern (2. BesVNG) vom 23. Mai 1975 wurden die Amtsbezeichnungen der Richter und Staatsanwälte bundeseinheitlich geregelt, wodurch die Amtsbezeichnung des Staatsanwalts als Gruppenleiter eingeführt wurde. 
Infolge der Föderalismusreform 2006 und der damit einhergehenden Aufhebung der konkurrierenden Gesetzgebung für die Besoldung der Richter und Staatsanwälte haben die Länder Baden-Württemberg und Niedersachsen die Amtsbezeichnung des Staatsanwalts als Gruppenleiter zugunsten der Amtsbezeichnung „Erster Staatsanwalt“ abgeschafft.